# Black Millenium (Grimly Reborn)
Black Millenium (Grimly Reborn) è il terzo album in studio del gruppo musicale francese Mütiilation, pubblicato nel 2001 dalla Drakkar Productions.

## Tracce
1. The Eggs of Melancholy – 5:20
2. New False Prophet – 6:59
3. The Hanged Priest – 5:13
4. Inferi Ira Ductus – 3:53
5. Curse My Funeral – 5:17
6. A Dream – 2:00
7. Black Millenium – 5:00
8. No Mercy for Humans – 4:19
9. Black as Lead and Death – 5:23
10. Outro – 0:43

## Formazione

### Gruppo
- Meyhna'ch – voce, basso, chitarra, drum machine